# Henning Langhage
Henning Langhage (* 21. Juli 1943 in Hildesheim) ist ein deutscher Kornettist des Hot Jazz.
Langhage begeisterte sich als Jugendlicher für den Jazz. Er spielte zunächst Mundharmonika und wechselte dann zum Kornett. Zwischen 1966 und 1984 war er Mitglied der Hot Rhythm Aces in Hannover. Seit 1988 gehört er der Dixie College Band aus Hamm an, war aber auch an einem Album mit den Dixie Small Stars beteiligt. Seit den 1990er Jahren arbeitete er mit Lutz Eikelmann & His Swingin' New Orleans Music und begleitete internationale Jazzgrößen wie Terry Lightfoot (1998/1999), Peter „Banjo“ Meyer (1998/1999), Ian Wheeler (2000/2003) u. a. Auch trat er mit Lutzemanns Jatzkapelle (CD Zehn Jahre Lutzemanns Jatzkapelle 1993- 2003) und mit The Street Party Brass Band auf (CD Dickie Bishop Meets Lutz Eikelmann: No Other Baby). Aktuell leitet er die Hot Jazz Society, mit der er die Studio-CD My Blue Heaven (2001) und eine Live-CD bei JazzAscona (2007) aufnahm.